# Davide Brivio
Davide Brivio, född 17 juli 1964, är en italiensk befattningshavare som för närvarande är chef för det nordamerikanska teamet Trackhouse Racing i MotoGP-mästerskapet. Dessförinnan, mellan januari 2021 och februari 2022, för det franska Formel 1-teamet Alpine F1 och dessförinnan Suzukis team i MotoGP.
Han avlade en examen i programmer accountant vid Istituto Villa Greppi i Monticello Brianza.
Brivio inledde sin yrkeskarriär 1990 när han blev presstalesman för italienaren Fabrizio Pirovano i motorcykelmästerskapet World Superbike. Två år senare blev han lagledare för Belgarda Yamaha Racing Division. År 1995 blev Brivio erbjuden att bli lagledare för Yamaha Motor Racing, som är fabrikstall för det japanska Yamaha Motor Company, ett erbjudande som han sa ja till. År 2004 lyckades Yamaha och Brivio locka till sig italienaren Valentino Rossi från Repsol Honda och fram till 2010 kunde Yamaha vinna fem förarmästerskap, fyra med Rossi och en med spanjoren Jorge Lorenzo, och fyra konstruktörsmästerskap. År 2010 lämnade både Rossi och Brivio Yamaha, Rossi hade skrivit på för Ducati Corse medan Brivio blev rådgivare till Rossis eget stall Sky Racing Team VR46. År 2013 blev han utnämnd som lagledare för japanska Suzuki och dess fabrikstall Suzuki MotoGP, som skulle åter ansluta till Moto GP för år 2015. Det gav resultat fem år senare när spanjoren Joan Mir vann förarmästerskapet. Den 17 januari 2021 utnämndes Brivio som ny stallchef för det nya F1-stallet Alpine F1, som tog Renault F1:s plats för 2021 års säsong. Den 17 februari 2022 blev han ersatt som stallchef av Otmar Szafnauer, Brivio stannar dock kvar i stallet och ska ansvara för Alpines unga förare och stallets akademi.